# Чемпионат России по плаванию 2018
Чемпионат России по плаванию 2018 года прошёл с 20 по 25 апреля в СК «Олимпийский», Москва.
В соревновании приняли участие 670 российских пловцов, а также участники из Латвии и Киргизии. На чемпионате было установлено 18 рекордов: 7 рекордов России, 2 юношеских рекорда мира, 4 юношеских рекорда Европы и 5 юношеских рекордов России.
Для россиян чемпионат являлся главным отборочным стартом на чемпионат Европы в Глазго 2-12 августа и чемпионат Европы по плаванию среди юниоров в Хельсинки, 4-8 июля.
Самым титулованным участником стала Вероника Андрусенко — 5 золотых и 3 серебряные медали. У мужчин Владимир Морозов завоевал 5 золотых медалей и одну серебряную. По четыре золотых медали завоевали Светлана Чимрова и Антон Чупков, по три — Климент Колесников и Мария Каменева.
Антон Чупков возглавил рейтинг сильнейших участников чемпионата, набрав 973 очка FINA за результат, показанный на дистанции 200 м брассом (2.07,81). У женщин Вероника Андрусенко набрала 922 балла на дистанции 200 м вольным стилем (1.56,07).

## Призёры

### Мужчины
| Дистанция                         | Золото | Золото   | Серебро | Серебро  | Бронза | Бронза   |
| --------------------------------- | --- | -------- | --- | -------- | --- | -------- |
| 50 м вольным стилем               | Владимир Морозов Москва                                                                                    | 21.47    | Сергей Фесиков ЯНАО — Калужская область                                                                                   | 22.10    | Иван Кузьменко Волгоградская область                                                                                       | 22.12    |
| 100 м вольным стилем              | Владимир Морозов Москва                                                                                    | 47.75    | Данила Изотов Краснодарский край                                                                                          | 48.31    | Владислав Гринёв Москва | 48.68    |
| 200 м вольным стилем              | Александр Красных Татарстан                                                                                | 1:46.25  | Михаил Вековищев Калужская область                                                                                        | 1:46.43  | Михаил Довгалюк Москва | 1:46.49  |
| 400 м вольным стилем              | Александр Красных Татарстан                                                                                | 3:45.84  | Вячеслав Андрусенко Санкт-Петербург                                                                                       | 3:47.25  | Мартин Малютин Омская область                                                                                              | 3:48.46  |
| 800 м вольным стилем              | Ярослав Потапов ХМАО-Югра                                                                                  | 7:55.05  | Илья Дружинин ХМАО-Югра                                                                                                   | 7:55.10  | Максим Травников Московская обл. — Ярославская обл.                                                                        | 7:58.05  |
| 1500 м вольным стилем             | Илья Дружинин ХМАО-Югра                                                                                    | 15:03.36 | Ярослав Потапов ХМАО-Югра                                                                                                 | 15:07.85 | Илья Сибирцев Волгоградская область                                                                                        | 15:18.77 |
|                                   | |          | |          | |          |
| 50 м на спине                     | Владимир Морозов Москва                                                                                    | 24.35    | Климент Колесников Москва                                                                                                 | 24.46    | Сергей Фесиков ЯНАО — Калужская область                                                                                    | 24.79    |
| 100 м на спине                    | Евгений Рылов Московская область                                                                           | 52.67    | Климент Колесников Москва                                                                                                 | 52.97    | Григорий Тарасевич Татарстан                                                                                               | 53.48    |
| 200 м на спине                    | Евгений Рылов Московская область                                                                           | 1:53.71  | Климент Колесников Москва                                                                                                 | 1:55.91  | Григорий Тарасевич Татарстан                                                                                               | 1:57.83  |
|                                   | |          | |          | |          |
| 50 м брассом                      | Олег Костин Нижегородская область                                                                          | 27.26    | Кирилл Пригода Санкт-Петербург                                                                                            | 27.27    | Илья Хоменко Ростовская область                                                                                            | 27.34    |
| 100 м брассом                     | Антон Чупков Москва                                                                                        | 59.15    | Кирилл Пригода Санкт-Петербург                                                                                            | 59.27    | Илья Хоменко Ростовская область                                                                                            | 59.48    |
| 200 м брассом                     | Антон Чупков Москва                                                                                        | 2:07.81  | Кирилл Пригода Санкт-Петербург                                                                                            | 2:08.32  | Илья Хоменко Ростовская область                                                                                            | 2:08.83  |
|                                   | |          | |          | |          |
| 50 м баттерфляем                  | Олег Костин Нижегородская область                                                                          | 23.14    | Никита Королёв Татарстан                                                                                                  | 23.42    | Александр Садовников Калининградская область Андрей Минаков Санкт-Петербург                                                | 23.59    |
| 100 м баттерфляем                 | Александр Садовников Калининградская область                                                               | 51.67    | Даниил Пахомов Санкт-Петербург — Архангельская обл.                                                                       | 51.96    | Андрей Минаков Санкт-Петербург                                                                                             | 51.99    |
| 200 м баттерфляем                 | Александр Кудашев Самарская область                                                                        | 1:57.54  | Даниил Пахомов Санкт-Петербург — Архангельская обл.                                                                       | 1:57.63  | Александр Прибыток Санкт-Петербург                                                                                         | 1:57.79  |
|                                   | |          | |          | |          |
| 200 м комплексное плавание        | Андрей Жилкин Москва                                                                                       | 1:58.17  | Семён Макович Москва | 1:59.27  | Александр Осипенко Москва                                                                                                  | 1:59.76  |
| 400 м комплексное плавание        | Максим Ступин Москва                                                                                       | 4:16.90  | Александр Осипенко Москва                                                                                                 | 4:17.08  | Данил Зайцев Санкт-Петербург                                                                                               | 4:18.66  |
|                                   | |          | |          | |          |
| 4 × 100 м эстафета вольным стилем | Москва Климент Колесников (48.80) Владислав Гринёв (48.56) Андрей Жилкин (48.36) Владимир Морозов (48.76)  | 3:14.48  | Московская область Евгений Рылов (48.82) Иван Гирёв (49.74) Алексей Брянский (49.83) Никита Лобинцев (48.96)              | 3:17.35  | Калужская область Антон Волошин (51.61) Сергей Фесиков (48.56) Андрей Арбузов (49.89) Михаил Вековищев (48.95)             | 3:19.01  |
| 4 × 200 м эстафета вольным стилем | Москва Михаил Довгалюк (1:48.17) Николай Снегирёв (1:49.17) Пётр Жихарев (1:48.83) Артём Лобузов (1:49.28) | 7:15.45  | Татарстан Эрнест Максумов (1:50.02) Эмиль Мухаметзянов (1:51.57) Григорий Тарасевич (1:50.03) Александр Красных (1:47.98) | 7:19.60  | Санкт-Петербург Вадим Семенченко (1:51.85) Вячеслав Андрусенко (1:49.57) Елисей Степанов (1:52.28) Антон Никитин (1:50.30) | 7:24.00  |
| 4 × 100 м комплексная эстафета    | Москва Климент Колесников (53.32) Антон Чупков (58.89) Евгений Коптелов (52.37) Владимир Морозов (47.58)   | 3:32.55  | Санкт-Петербург Павел Татаренко (55.11) Кирилл Пригода (58.86) Александр Попков (51.90) Андрей Минаков (47.91)            | 3:35.50  | Калужская область Сергей Фесиков (54.69) Андрей Николаев (1:00.98) Николай Скворцов (52.24) Михаил Вековищев (48.59)       | 3:36.50  |

### Женщины
| Дистанция                         | Золото | Золото   | Серебро | Серебро  | Бронза | Бронза   |
| --------------------------------- | --- | -------- | --- | -------- | --- | -------- |
| 50 м вольным стилем               | Мария Каменева Санкт-Петербург — Оренбургская обл.                                                                        | 24.61    | Арина Суркова Новосибирская область | 25.05    | Дарья С. Устинова ЯНАО — Калужская область                                                                                           | 25.10    |
| 100 м вольным стилем              | Мария Каменева Санкт-Петербург — Оренбургская обл.                                                                        | 54.35    | Вероника Андрусенко Санкт-Петербург | 54.47    | Арина Опёнышева Красноярский край | 54.68    |
| 200 м вольным стилем              | Вероника Андрусенко Санкт-Петербург                                                                                       | 1:56.07  | Виктория Андреева Пензенская область | 1:57.87  | Валерия Саламатина Свердловская область                                                                                              | 1:58.23  |
| 400 м вольным стилем              | Вероника Андрусенко Санкт-Петербург                                                                                       | 4:06.73  | Анна Егорова ХМАО-Югра — Калининградская обл.                                                                                           | 4:09.48  | Анастасия Гуженкова Самарская область                                                                                                | 4:12.11  |
| 800 м вольным стилем              | Анна Егорова ХМАО-Югра — Калининградская обл.                                                                             | 8:30.66  | Анастасия Кирпичникова Свердловская область                                                                                             | 8:40.49  | Яна Курцева Волгоградская область | 8:44.29  |
| 1500 м вольным стилем             | Анна Егорова ХМАО-Югра — Калининградская обл.                                                                             | 16:30.89 | Анастасия Кирпичникова Свердловская область                                                                                             | 16:40.16 | Яна Курцева Волгоградская область | 16:46.05 |
|                                   | |          | |          | |          |
| 50 м на спине                     | Мария Каменева Санкт-Петербург — Оренбургская обл.                                                                        | 27.84    | Анастасия Фесикова Пензенская область — ЯНАО                                                                                            | 27.91    | Дарья Васькина Москва | 28.08    |
| 100 м на спине                    | Дарья К. Устинова Свердловская область                                                                                    | 59.73    | Мария Каменева Санкт-Петербург — Оренбургская обл.                                                                                      | 59.94    | Анастасия Фесикова Пензенская область — ЯНАО                                                                                         | 59.94    |
| 200 м на спине                    | Дарья К. Устинова Свердловская область                                                                                    | 2:07.84  | Анастасия Авдеева Владимирская область                                                                                                  | 2:09.25  | Полина Егорова Башкортостан | 2:09.94  |
|                                   | |          | |          | |          |
| 50 м брассом                      | Юлия Ефимова Московская область                                                                                           | 30.30    | Наталья Иванеева Волгоградская область                                                                                                  | 30.66    | Анна Ганус Красноярский край | 31.46    |
| 100 м брассом                     | Юлия Ефимова Московская область                                                                                           | 1:06.48  | Евгения Чикунова Санкт-Петербург | 1:07.62  | Виталина Симонова Челябинская область                                                                                                | 1:07.69  |
| 200 м брассом                     | Виталина Симонова Челябинская область                                                                                     | 2:23.67  | Юлия Ефимова Московская область | 2:24.02  | Евгения Чикунова Санкт-Петербург | 2:25.92  |
|                                   | |          | |          | |          |
| 50 м баттерфляем                  | Софья Сподаренко Тюменская область                                                                                        | 26.52    | Светлана Чимрова Москва | 26.55    | Анастасия Лязева Санкт-Петербург | 27.17    |
| 100 м баттерфляем                 | Светлана Чимрова Москва                                                                                                   | 57.39    | Александра Сабитова Кемеровская область                                                                                                 | 58.18    | Софья Лобова Красноярский край | 1:00.17  |
| 200 м баттерфляем                 | Светлана Чимрова Москва                                                                                                   | 2:07.54  | Марина Намазова Волгоградская область                                                                                                   | 2:14.33  | Мария Арсеньева Самарская область | 2:15.86  |
|                                   | |          | |          | |          |
| 200 м комплексное плавание        | Виктория Андреева Пензенская область                                                                                      | 2:12.15  | Юлия Ефимова Московская область | 2:12.82  | Ирина Кривоногова Самарская область                                                                                                  | 2:13.03  |
| 400 м комплексное плавание        | Ирина Кривоногова Самарская область                                                                                       | 4:47.46  | Софья Чичайкина Самарская область | 4:47.99  | Александра Денисенко Санкт-Петербург                                                                                                 | 4:48.53  |
|                                   | |          | |          | |          |
| 4 × 100 м эстафета вольным стилем | Санкт-Петербург Дарья С. Устинова (55.90) Вероника Андрусенко (53.88) Полина Невмовенко (55.75) Ксения Козюк (56.95)      | 3:42.48  | Свердловская область Полина Лапшина(56.11) Валерия Саламатина (55.34) Анастасия Кирпичникова (55.70) Дарья К. Устинова (55.86)          | 3:43.01  | Самарская область Олеся Чернятина (57.04) Софья Чичайкина (55.83) Ирина Кривоногова (55.68) Анастасия Гуженкова (54.83)              | 3:43.38  |
| 4 × 200 м эстафета вольным стилем | Санкт-Петербург Юлия Сноз (2:00.86) Вероника Андрусенко (1:57.16) Полина Невмовенко (2:01.56) Дарья С. Устинова (2:00.39) | 7:59.97  | Свердловская область Валерия Саламатина (1:59.26) Полина Лапшина (2:03.48) Анастасия Кирпичникова (1:59.56) Дарья К. Устинова (1:59.38) | 8:01.68  | Самарская область Ирина Кривоногова (1:59.47) Олеся Чернятина (2:02.72) Софья Чичайкина (2:03.58) Анастасия Гуженкова (2:00.62)      | 8:06.39  |
| 4 × 100 м комплексная эстафета    | Москва Дарья Васькина (1:01.07) Ника Годун (1:09.46) Светлана Чимрова (57.44) Розалия Насретдинова (55.79)                | 4:03.76  | Санкт-Петербург Дарья Копачева (1:01.67) Дарья Чикунова (1:07.09) Екатерина Шапаникова (1:01.18) Вероника Андрусенко (54.54)            | 4:04.48  | Свердловская область Дарья К. Устинова (1:00.48) Анна Белоусова (1:08.71) Валентина Балахонцева (1:03.05) Валерия Саламатина (54.54) | 4:07.64  |

### Смешанные соревнования
| Дистанция                         | Золото | Золото  | Серебро | Серебро | Бронза | Бронза  |
| --------------------------------- | --- | ------- | --- | ------- | --- | ------- |
| 4 × 100 м эстафета вольным стилем | Санкт-Петербург Евгений Лагунов (49.24) Андрей Минаков (49.36) Ксения Козюк (57.62) Вероника Андрусенко (54.50) | 3:30.72 | Москва Владислав Гринёв (48.88) Владимир Дубинин (49.41) Юлия Филиппова (57.23) Валерия Колотушкина (56.29)                | 3:31.81 | Татарстан Дмитрий Чувилькин (51.38) Никита Королёв (49.09) Олеся Корчагина (57.55) Ирина Приходько (56.29)           | 3:34.11 |
| 4 × 100 м комплексная эстафета    | Москва Климент Колесников (53.92) Антон Чупков (58.99) Светлана Чимрова (58.32) Розалия Насретдинова (54.73)    | 3:45.96 | Санкт-Петербург Павел Татаренко (54.83) Евгений Сомов (1:00.70) Екатерина Шапаникова (1:01.26) Вероника Андрусенко (55.22) | 3:52.01 | Новосибирская область Екатерина Никонова (1:02.82) Глеб Скрыль (1:03.77) Даниил Марков (54.37) Арина Суркова (55.73) | 3:56.69 |